# Blagovesxénskoie (Sakhalín)
|  | Per a altres significats, vegeu «Blagovesxénskoie». |

Blagovesxénskoie (en rus: Благовещенское) és un poble de l'óblast de Sakhalín, a l'Extrem Orient de Rússia, que el 2013 tenia 3 habitants. Pertany al districte d'Aniva.